# Trần Ngọc Tuấn
Trần Ngọc Tuấn, (sinh 1966), là một Trung tướng Quân đội nhân dân Việt Nam. Ông hiện là Phó Bí thư thường trực Đảng ủy, Chính ủy Bộ Tư lệnh Thủ đô Hà Nội. Ông từng giữ chức vụ Phó Chính ủy Quân khu 2.

## Quá trình công tác
Trung tướng Trần Ngọc Tuấn, sinh năm 1966
Trước năm 2016, ông là Chính ủy Bộ chỉ huy quân sự tỉnh Phú Thọ, Quân khu 2.
Chiều 4 tháng 11 năm 2016, tại Bộ CHQS tỉnh, Bộ Tư lệnh Quân khu 2, Tỉnh ủy Phú Thọ tổ chức hội nghị bàn giao công tác của đồng chí Chỉ huy trưởng và Chính ủy Bộ CHQS tỉnh. Thực hiện các quyết định của Quân ủy Trung ương Bộ Quốc phòng về bổ nhiệm Đại tá Nguyễn Hồng Thái - Phó Chính ủy Bộ CHQS tỉnh nay bổ nhiệm chức vụ Chính ủy Bộ CHQS tỉnh, thay đại tá Trần Ngọc Tuấn, nay bổ nhiệm chức vụ Phó Chủ nhiệm Chính trị Quân khu 2.
Ngày 22 tháng 8 năm 2017, Cục Chính trị Quân khu 2 tổ chức Hội nghị bàn giao nhiệm vụ Chủ nhiệm Chính trị Quân khu. Thiếu tướng Trịnh Văn Quyết, Bí thư Đảng ủy, Chính ủy Quân khu chủ trì hội nghị. Thực hiện quyết định của Bộ Quốc phòng về việc thông báo nghỉ chờ hưu, Thiếu tướng Hoàng Hữu Thế, Ủy viên Thường vụ Đảng ủy, Chủ nhiệm Chính trị Quân khu được nghỉ theo chế độ từ ngày 1 tháng 9 năm 2017. Đại tá Trần Ngọc Tuấn, Phó Chủ nhiệm chính trị Quân khu được Thường vụ Đảng ủy, Bộ Tư lệnh Quân khu giao phụ trách Chủ nhiệm Chính trị Quân khu.
Tháng 11 năm 2018, ông được bổ nhiệm giữ chức Phó Chính ủy Quân khu 2 đồng thời Chủ tịch nước Cộng hòa xã hội chủ nghĩa Việt Nam thăng quân hàm Thiếu tướng
Ngày 17 tháng 2 năm 2019, Dưới sự chủ trì của Thiếu tướng Trịnh Văn Quyết, Chính ủy Quân khu 2, Cục Chính trị Quân khu 2 đã tổ chức Hội nghị bàn giao nhiệm vụ của Chủ nhiệm Chính trị Quân khu. Hội nghị đã thông qua biên bản bàn giao các nội dung hoạt động công tác đảng, công tác chính trị và chức trách, nhiệm vụ của Chủ nhiệm Chính trị Quân khu giữa Thiếu tướng Trần Ngọc Tuấn, Phó Chính ủy Quân khu (Nguyên Chủ nhiệm Chính trị Quân khu) và Đại tá Nguyễn Thắng Xuân được cấp trên bổ nhiệm giữ chức vụ Chủ nhiệm Chính trị Quân khu 2.
Tháng 4 năm 2023, khi đang giữ chức vụ phó Chính ủy Quân khu 2,  ông được Bộ trưởng Bộ Quốc phòng bổ nhiệm giữ chức Chính ủy Bộ Tư lệnh Thủ đô Hà Nội.
Năm 2023, Ông được Chủ tịch nước Cộng hòa xã hội chủ nghĩa Việt Nam thăng quân hàm Trung tướng.

## Lịch sử thụ phong quân hàm
| Năm thụ phong | 2018        | 2023        |
| ------------- | ----------- | ----------- |
| Cấp bậc       |             |             |
| Danh Xưng     | Thiếu tướng | Trung tướng |